# SeaTac
SeaTac (kiejtése: siːtæk) az Amerikai Egyesült Államok északnyugati részén, Washington állam King megyéjében, a Seattle–Tacoma nemzetközi repülőtér határán elhelyezkedő város. A 2020. évi népszámlálási adatok alapján 31 454 lakosa van. Területén fekszenek Angle Lake, Bow Lake, McMicken Heights és Riverton Heights települések, amelyek már SeaTac előtt léteztek.
SeaTac az 1989. március 14-ei voksolást követően 1990. február 28-án kapott városi rangot. A névben eredetileg szerepelt kötőjel (Sea-Tac), azonban ezt a szavazást követően elhagyták.

## Népesség
A 2010-es népszámláláskor a városnak 26 909 lakója, 9533 háztartása és 5913 családja volt. A népsűrűség 1032,2 fő/km2. A lakóegységek száma 10 360, sűrűségük 397,4 db/km2. A lakosok 45,9%-a fehér, 16,8%-a afroamerikai, 1,5%-a indián, 14,5%-a ázsiai, 3,6%-a a Csendes-óceáni szigetekről származik, 11,6%-a egyéb, 6%-a pedig kettő vagy több etnikumú. A spanyol vagy latino származásúak aránya 20,3% (   )
A háztartások 33,2%-ában élt 18 évnél fiatalabb. 40,6% házas, 14% egyedülálló nő, 7,4% egyedülálló férfi, 38% pedig nem család. 28,8% egyedül élt; 7,5%-uk 65 éves vagy idősebb. Egy háztartásban átlagosan 2,72 személy élt; a családok átlagmérete 3,38 fő.
A medián életkor 34,5 év volt. A város lakóinak 23,1%-a 18 évesnél fiatalabb, 10,3% 18 és 24 év közötti, 31,8%-uk 25 és 44 év közötti, 25,2%-uk 45 és 64 év közötti, 9,7%-uk pedig 65 éves vagy idősebb. A lakosok 52,4%-a férfi, 47,6%-a pedig nő.

## Gazdaság
A városban van az Alaska Airlines és a Horizon Air székhelye.
A 2011-ben létrejött gazdaságfejlesztési bizottság célja az ingatlanfejlesztések és az új vállalkozások létrejöttének támogatása. 2013-ban a szavazatok 50,64%-ával tizenöt dollárra emelték a minimálbért.

## Közigazgatás
A képviselőtestület a polgármester mellett hat képviselőből áll. A közbiztonságért a megyei seriff hivatala felel. 2014. január 1-je óta a tűzoltóság feladatait a Puget Sound-i regionális hatósággal közösen látja el.

## Oktatás
A város iskoláinak fenntartója a Highline Public Schools.
A 2000-es években számos nagyobb iskolát kisebb, független intézményekre választottak szét. A Tyee Középiskola korábban Tyee Oktatási Központ néven az Academy of Citizenship and Empowerment, a Global Connections High School és az Odyssey – The Essential School otthona volt.
A Valley View Könyvtár fenntartója a King County Library System.

## Közlekedés
A település közúton a Washington State Route 99-en és a Washington State Route 518-on közelíthető meg.
A Seattle–Tacoma nemzetközi repülőtér a városhatáron belül fekszik.
SeaTac közösségi közlekedését a Link könnyűvasút mellett a King County Metro és a Sound Transit buszjáratai biztosítják.

## Fordítás
- Ez a szócikk részben vagy egészben  a   SeaTac, Washington című angol Wikipédia-szócikk ezen változatának fordításán alapul.  Az eredeti cikk szerkesztőit annak laptörténete sorolja fel. Ez a jelzés csupán a megfogalmazás eredetét és a szerzői jogokat jelzi, nem szolgál a cikkben szereplő információk forrásmegjelöléseként.